# Pfarrkirche Nußdorf ob der Traisen

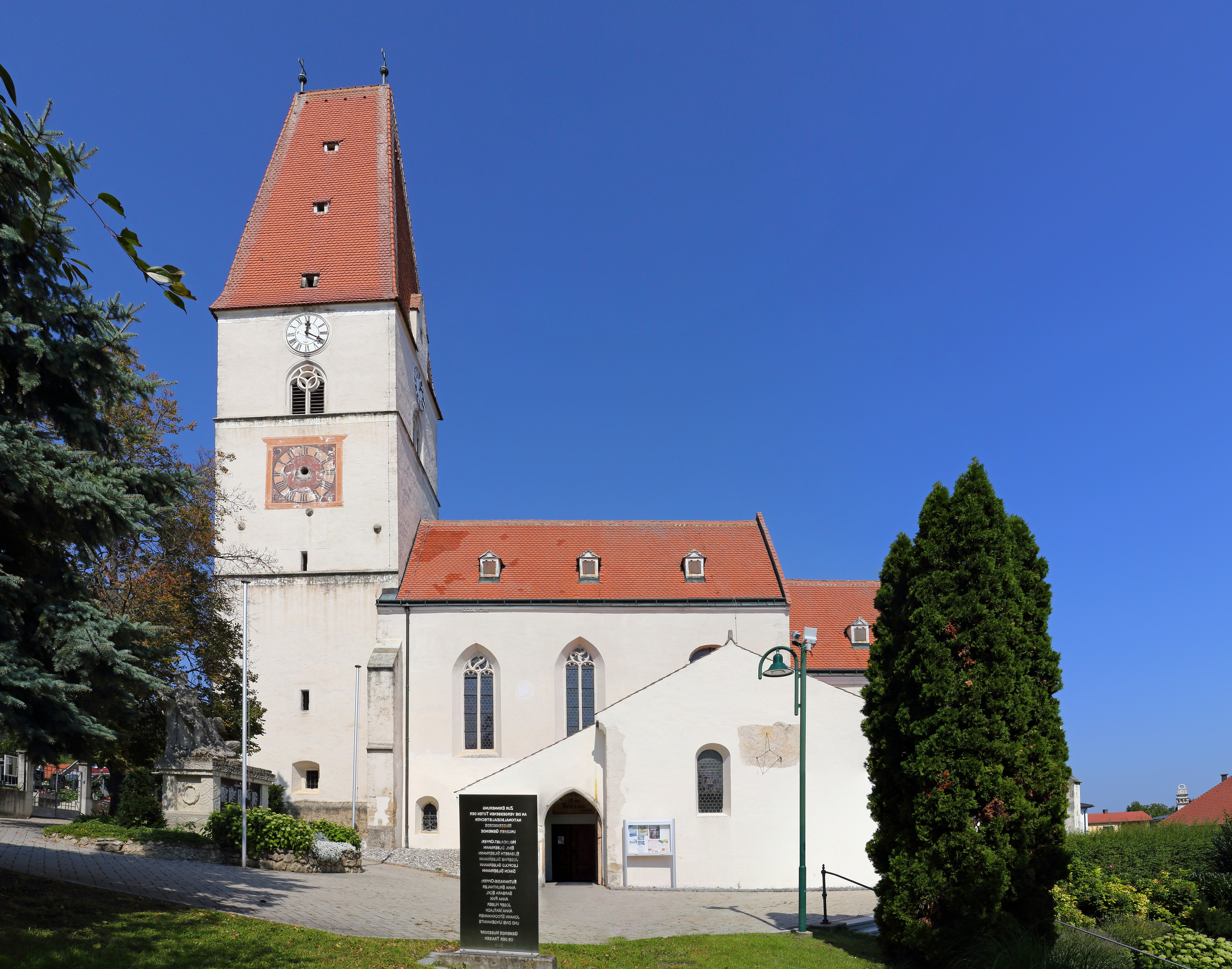
Katholische Pfarrkirche hl. Johannes der Täufer in Nußdorf ob der Traisen

Die römisch-katholische Pfarrkirche Nußdorf ob der Traisen steht im Norden des Ortes auf nach Süden hin abfallendem Gelände in der Marktgemeinde Nußdorf ob der Traisen im Bezirk St. Pölten-Land in Niederösterreich. Die dem Patrozinium hl. Johannes der Täufer unterstellte Pfarrkirche gehört zum Dekanat Herzogenburg in der Diözese St. Pölten. Die Kirche und der ehemalige Friedhof stehen unter Denkmalschutz (Listeneintrag).

## Geschichte
Urkundlich wurde 1284 eine Kapelle genannt. Das Langhaus entstand im Kern in der zweiten Hälfte des 13. Jahrhunderts. Der Chor und die südseitige Kapelle entstanden in der ersten Hälfte des 14. Jahrhunderts mit einer Stiftung Wernhards von Nußdorf und seiner Frau Agnes 1325. Die Hauptschiffempore entstand von 1434 bis 1439, das Gewölbe des Nordschiffes in der zweiten Hälfte des 15. Jahrhunderts, das Gewölbe des Hauptschiffes um 1500, der Westturm um 1500, die Sakristei südlich am Chor im Anfang des 16. Jahrhunderts. 1980 war eine Außenrestaurierung. Bei Grabungen 1998 wurde ein östlicher Anbau und ein hinter Hangstützen verborgener ehemaliger Chor mit einem Fünfachtelschluss ergraben.
Die Filiale von Herzogenburg wurde 1324 zur Pfarre erhoben und dem Stift Herzogenburg inkorporiert.

## Architektur
Der zweischiffige spätgotische Langhausbau mit einer Südkapelle hat einen spätgotischen Rechteckchor sowie einen spätgotischen Westturm.
Das Kirchengebäude zeigt ein Langhaus und einen niedrigen Rechteckchor unter je einem Satteldach. Das Langhaus hat südseitig zwei spätgotische zweibahnige Maßwerkfenster mit Fischblasenwirbel und Durchstäbungen und am Traufgesims ein Stück Astwerkdekor mit zwei gekreuzten Winzermessern und ein Wappen. Das Nordschiff ist erheblich niedriger und schließt mit einem Polygonalchor mit einem vermauerten Ostfenster. Es gibt ein spätgotisches zweibahniges Fenster mit Fischblasenmaßwerk – die anderen Fenster sind barock verändert – sowie leicht getreppte übergiebelte Strebepfeiler; zwischen zwei Strebepfeilern gibt es eine netzrippengewölbte Vorhalle mit einem Schulterportal mit einem Eselsrückentympanon aus dem Ende des 15. Jahrhunderts. Der südseitige Anbau hat eine hohe ungegliederte Giebelwand und ein Satteldach mit einer Portalvorhalle von West nach Ost mit einem Spitzbogenportal, Kapelle und Sakristei. Der gerade geschlossene Chor mit einer ungegliederten Giebelfront und zwei übereck gestellten abgetreppten Strebepfeilern über einer hohen Futtermauer hat zweibahnige Maßwerkfenster und zwei vermauerte Lanzettfenster, die seitlichen Fenster sind korbbogig barock verändert, ein Traufstein zeigt einen skulpturierten Kopf. Unter dem Chor befindet sich ein tonnengewölbtes Ossarium um 1500, der ehemalige Zugang an der Nordseite wurde 1999 freigelegt und ein neuer Zugang vom Innenraum her geschaffen. Östlich am Chor befindet sich 3 m tiefer an der Subkonstruktion des Chores ein unvollendeter Fünfachtelchor um 1500 mit einem leichten Achsknick nach Nordosten, heute ein unterirdischer Ausstellungsraum mit einem rundbogigen Zugang. Der massive quadratische dreizonige spätgotische Westturm vor und nahezu in der Breite des Hauptschiffes hat einen hohen Sockel und trägt ein steiles Keildach mit einer Lukarne, er hat kleine Rechteckfenster, zweibahnige Schallfenster mit geometrischem Stangenmaßwerk, teils originalem Kellenputz, ein gemaltes Ziffernblatt und drei eingemauerte Kanonenkugeln.

## Ausstattung
Der Hochaltar als Pilasterretabel mit Volutenflanken und einem Kartuschenauszug zeigt das Altarblatt Taufe Christi aus der Mitte des 18. Jahrhunderts und trägt die Statuen der Heiligen Augustinus und Ubald.
Die Orgel baute Franz Capek 1906. Die vier Glocken entstanden 1948.

## Grabdenkmäler
In der südlichen Portalvorhalle
- Ein römischer Inschriftsstein und sieben große Wappengrabsteine: Anna Barbara Feigenbuz 1642, Hedwig von Volkenstorf 1517, Michael 1434 und Margarete Fleming von Goezdorf 1439, Christoph, Katharina Mamminger 1497, Steffan Frontzhausen 1440, Candidus de Gom 1663, Augustin Poppenberg und Veronika Obernburger, Kinder 1507.

Im Kircheninneren
- Grabplatte Christoph Greis zu Walt 1572/1576.